# دانيال كليبنر
دانيال كليبنر (ولد عام 1932) هو بروفيسور فخري في الفيزياء في معهد ماساتشوستس للتقنية ومدير مشارك في مركز MIT-هارفارد للذرات شديدة البرودة. تضمنت مجالات عمله العلوم الذرية والجزيئية والفيزياء البصرية، كما تضمنت مجالات اهتماماته البحثية الفيزياء الذرية وأطياف الليزر والقياسات عالية الدقة. حاز على جائزة وولف في الفيزياء عام 2005، ووسام فريدريك إيفيس عام 2007، وميدالية بينجامين فرانكلين عام 2014. كما مُنح كليبنر قلادة العلوم الوطنية الأمريكية عام 2006 بالمشاركة مع روبرت كولينكو، وألف كتاباً في الميكانيكا لطلاب الدراسات العليا. تخرج كليبنر من جامعة وليامز بدرجة البكالوريوس عام 1953 ومن جامعة كامبريدج بدرجة بكالوريوس عام 1955 ومن جامعة هارفارد بدرجة الدكتوراة عام 1959.